# Hades (geslacht)
Hades is een geslacht van vlinders uit de familie van de prachtvlinders (Riodinidae), onderfamilie Euselasiinae.
Hades werd in 1851 voor het eerst wetenschappelijk beschreven door Westwood.

## Soorten
Hades omvat de volgende soorten:
- Hades hecamede Hewitson, 1870
- Hades noctula Westwood, 1851